# Лорсанов, Сайпуддин Шарпудинович
Сайпудди́н Шарпуди́нович Лорса́нов (13 сентября 1973, Шаами-Юрт, Чечено-Ингушская АССР — 7 июля 2007, Грозный) — сотрудник МВД России, майор милиции, начальник Октябрьского РОВД города Грозного, Герой Российской Федерации (9 апреля 2008 года, посмертно).

## Биография
Родился 13 сентября 1973 года в селе Шаами-Юрт Ачхой-Мартановского района Чечено-Ингушской АССР в семье офицера милиции. Служил в органах внутренних дел Чеченской республики с 1992 года. Окончил Ставропольский филиал Высшей юридической заочной школы МВД России. Был оперуполномоченным по незаконному обороту наркотиков уголовного розыска МВД Чеченской республики.
В 2001 году стал командиром роты в полку вневедомственной охраны. Впоследствии был командиром роты охраны административных зданий, а позже — командиром роты охраны отдела охраны, обеспечения и обслуживания МВД Чеченской республики. С ноября 2004 года — начальник отдела внутренних дел Октябрьского района Грозного. В 2005 году окончил Московскую правовую академию Министерства юстиции Российской Федерации.
Под его руководством было раскрыто более 50 тяжких и особо тяжких преступлений, уничтожены три хорошо вооруженные и законспирированные бандгруппы, которые занимались подрывами и убийствами сотрудников правоохранительных органов и мирных жителей.
В начале июле 2007 года в Октябрьском районе Грозного преступники подорвали фугас. Был ранен один из милиционеров. По горячим следам был задержан один из участников преступления, установлены ещё три участника бандгруппы и её лидер «эмир Грозного» Юнус Ахмадов. Лорсанов возглавил операцию по его захвату.
7 июля 2007 года при штурме квартиры, в которой укрывались преступники, Лорсанов взломал дверь и первым ворвался в квартиру. Он принял огонь на себя и от полученных огнестрельных ранений скончался на месте. Лидер банды и другие члены его группы были ликвидированы.
За мужество и героизм 9 апреля 2008 года майору милиции Лорсанову Сайпуддину Шарпудиновичу было присвоено звание Героя Российской Федерации (посмертно).

## Награды
- Герой Российской Федерации (9 апреля 2008 года, посмертно, медаль № 906)[1]
- Орден Мужества
- Орден имени Ахмата Кадырова[2]

## Память
- Имя Героя России Сайпуддина Лорсанова носит улица и школа № 1 в его родном селе Шаами-Юрт[3][4].
- Имя Сайпуддина Лорсанова носит одна из центральных улиц Грозного (прежде — улица Красных Фронтовиков).